# Football League Championship 2007-08
La Football League Championship 2007-08 (conocida como "Coca-Cola Championship"  por razones de patrocinio) fue la cuarta edición de la Football League Championship.

## Ascensos y descensos
| Pos | a Premier League |
| --- | ---------------- |
| 1º  | Sunderland       |
| 2º  | Birmingham City  |
| 3°  | Derby County     |

| Pos | a Football League Championship |
| --- | ------------------------------ |
| 18º | Sheffield United               |
| 19º | Charlton Athletic              |
| 20º | Watford                        |

| Pos | a Football League Championship |
| --- | ------------------------------ |
| 1º  | Scunthorpe United              |
| 2º  | Bristol City                   |
| 3º  | Blackpool                      |

| Pos | a League One    |
| --- | --------------- |
| 22º | Southend United |
| 23º | Luton Town      |
| 24º | Leeds United    |

## Datos de los clubes
| Equipo                  | Ciudad             | Estadio              | Capacidad |
| ----------------------- | ------------------ | -------------------- | --------- |
| Barnsley                | Barnsley           | Oakwell Stadium      | 23.009    |
| Blackpool               | Blackpool          | Bloomfield Road      | 9.788     |
| Bristol City            | Bristol            | Ashton Gate          | 21.497    |
| Burnley                 | Burnley            | Turf Moor            | 22.546    |
| Cardiff City            | Cardiff            | Ninian Park          | 22.008    |
| Charlton Athletic       | Londres            | The Valley           | 27.111    |
| Colchester United       | Colchester         | Layer Road           | 6.320     |
| Coventry City           | Coventry           | Ricoh Arena          | 32.609    |
| Crystal Palace          | Londres            | Selhurst Park        | 26.309    |
| Hull City               | Kingston upon Hull | KC Stadium           | 25.404    |
| Ipswich Town            | Ipswich            | Portman Road         | 30.311    |
| Leicester City          | Leicester          | Walkers Stadium      | 32.500    |
| Norwich City            | Norwich            | Carrow Road          | 26.034    |
| Plymouth Argyle         | Plymouth           | Home Park            | 19.500    |
| Preston North End       | Preston            | Deepdale             | 24.500    |
| Queens Park Rangers     | Londres            | Loftus Road          | 19.128    |
| Scunthorpe United       | Scunthorpe         | Glanford Park        | 9.183     |
| Sheffield United        | Sheffield          | Bramall Lane         | 32.609    |
| Sheffield Wednesday     | Sheffield          | Hillsborough Stadium | 39.814    |
| Southampton             | Southampton        | St. Mary’s Stadium   | 32.689    |
| Stoke City              | Stoke-on-Trent     | Britannia Stadium    | 28.383    |
| Watford                 | Watford            | Vicarage Road        | 19.920    |
| West Bromwich Albion    | West Bromwich      | The Hawthorns        | 28.003    |
| Wolverhampton Wanderers | Wolverhampton      | Molineux Stadium     | 28.525    |

## Clasificación
Los dos primeros equipos de la clasificación ascienden directamente a la Premier League 2008-09, los clubes ubicados del tercer al sexto puesto disputan un play-off para determinar un tercer ascenso.
|                                                 | Pos | Equipo                       | Pts | PJ | PG | PE | PP | GF | GC | Dif | Notas                                   |
| ----------------------------------------------- | --- | ---------------------------- | --- | -- | -- | -- | -- | -- | -- | --- | --------------------------------------- |
|                                                 | 1.  | West Bromwich Albion (C) (A) | 81  | 46 | 23 | 12 | 11 | 88 | 55 | 33  | Ascenso a la Premier League             |
|                                                 | 2.  | Stoke City (A)               | 79  | 46 | 21 | 16 | 9  | 69 | 55 | 14  | Ascenso a la Premier League             |
|                                                 | 3.  | Hull City(A)                 | 75  | 46 | 21 | 12 | 13 | 65 | 47 | 18  | Playoffs de ascenso a la Premier League |
|                                                 | 4.  | Bristol City                 | 74  | 46 | 20 | 14 | 12 | 54 | 53 | 1   | Playoffs de ascenso a la Premier League |
|                                                 | 5.  | Crystal Palace               | 71  | 46 | 18 | 17 | 11 | 58 | 42 | 16  | Playoffs de ascenso a la Premier League |
|                                                 | 6.  | Watford                      | 70  | 46 | 18 | 16 | 12 | 62 | 56 | 6   | Playoffs de ascenso a la Premier League |
|                                                 | 7.  | Wolverhampton Wanderers      | 70  | 46 | 18 | 16 | 12 | 53 | 48 | 5   |                                         |
|                                                 | 8.  | Ipswich Town                 | 69  | 46 | 18 | 15 | 13 | 65 | 56 | 9   |                                         |
|                                                 | 9.  | Sheffield United             | 66  | 46 | 17 | 15 | 14 | 56 | 51 | 5   |                                         |
|                                                 | 10. | Plymouth Argyle              | 64  | 46 | 17 | 13 | 16 | 60 | 50 | 10  |                                         |
|                                                 | 11. | Charlton Athletic            | 64  | 46 | 17 | 13 | 16 | 63 | 58 | 5   |                                         |
|                                                 | 12. | Cardiff City                 | 64  | 46 | 16 | 16 | 14 | 59 | 55 | 4   |                                         |
|                                                 | 13. | Burnley                      | 62  | 46 | 16 | 14 | 16 | 60 | 67 | -7  |                                         |
|                                                 | 14. | Queens Park Rangers          | 58  | 46 | 14 | 16 | 16 | 60 | 66 | -6  |                                         |
|                                                 | 15. | Preston North End            | 56  | 46 | 15 | 11 | 20 | 50 | 56 | -6  |                                         |
|                                                 | 16. | Sheffield Wednesday          | 55  | 46 | 14 | 13 | 19 | 54 | 55 | -1  |                                         |
|                                                 | 17. | Norwich City                 | 55  | 46 | 15 | 10 | 21 | 49 | 59 | -10 |                                         |
|                                                 | 18. | Barnsley                     | 55  | 46 | 14 | 13 | 19 | 52 | 65 | -13 |                                         |
|                                                 | 19. | Blackpool                    | 54  | 46 | 12 | 18 | 16 | 59 | 64 | -5  |                                         |
|                                                 | 20. | Southampton                  | 54  | 46 | 13 | 15 | 18 | 56 | 72 | -16 |                                         |
|                                                 | 21. | Coventry City                | 53  | 46 | 14 | 11 | 21 | 52 | 64 | -12 |                                         |
| Archivo:English football league logo detail.png | 22. | Leicester City (D)           | 52  | 46 | 12 | 16 | 18 | 42 | 45 | -3  | Descenso de categoría                   |
| Archivo:English football league logo detail.png | 23. | Scunthorpe United (D)        | 46  | 46 | 11 | 13 | 22 | 46 | 69 | -23 | Descenso de categoría                   |
| Archivo:English football league logo detail.png | 24. | Colchester United (D)        | 38  | 46 | 7  | 17 | 22 | 62 | 86 | -24 | Descenso de categoría                   |

(C) Campeón (A) Ascendido (D) Descendido

### Play-Offs por el tercer ascenso a la Premier League
|  | Semifinales    | Semifinales | Semifinales  |   |           | Final | Final |  |
|  |                |             |              |   |           |       |       |  |
|  |                |             |              |   |           |       |       |  |
|  | Hull City      | 2           | 4            |   |           |       |       |  |
|  | Hull City      | 2           | 4            |   |           |       |       |  |
|  | Watford        | 0           | 1            |   |           |       |       |  |
|  | Watford        | 0           | 1            |   | Hull City | 1     |       |  |
|  |                |             |              |   | Hull City | 1     |       |  |
|  |                |             | Bristol City | 0 |           |       |       |  |
|  | Bristol City   | 2           | Bristol City | 0 | 2         |       |       |  |
|  | Bristol City   | 2           |              |   | 2         |       |       |  |
|  | Crystal Palace | 1           | 1            |   |           |       |       |  |
|  | Crystal Palace | 1           | 1            |   |           |       |       |  |
|  |                |             |              |   |           |       |       |  |

### Semifinales
| Play-Offs - Ida; 10 de mayo de 2008, 12:15 UTC+0 | Crystal Palace     | 1:2     | Bristol City            | Selhurst Park, Londres                                 |                                                        |
|                                                  | - Watson 87'(pen.) | Reporte | - 48' Carey - 90' Noble | Asistencia: 22,869 espectadores Árbitro(s): Mike Jones | Asistencia: 22,869 espectadores Árbitro(s): Mike Jones |

| Play-Offs - Vuelta; 13 de mayo de 2008, 19:45 UTC+0 | Bristol City                  | 2:1     | Crystal Palace | Ashton Gate, Bristol                                    |                                                         |
|                                                     | - Trundle 104' - McIndoe 110' | Reporte | - 24' Watson   | Asistencia: 18,842 espectadores Árbitro(s): Howard Webb | Asistencia: 18,842 espectadores Árbitro(s): Howard Webb |

| Play-Offs - Ida; 11 de mayo de 2008, 12:00 UTC+0 | Watford | 0:2     | Hull City                 | Vicarage Road, Watford                                   |                                                          |
|                                                  |         | Reporte | - 8' Barmby - 23' Windass | Asistencia: 14,713 espectadores Árbitro(s): Kevin Friend | Asistencia: 14,713 espectadores Árbitro(s): Kevin Friend |

| Play-Offs - Vuelta; 14 de mayo de 2008, 19:45 UTC+0 | Hull City                                         | 4:1     | Watford | KCOM Stadium, Hull                                           |                                                              |
|                                                     | - Barmby 43' - Folan 70' - Garcia 88' - Doyle 90' | Reporte |         | Asistencia: 23,155 espectadores Árbitro(s): Mark Clattenburg | Asistencia: 23,155 espectadores Árbitro(s): Mark Clattenburg |

### Final
| Final; 24 de mayo de 2008, 15:00 UTC+0 | Bristol City | 0:1     | Hull City     | Estadio de Wembley, Londres                            |                                                        |
|                                        |              | Reporte | - 38' Windass | Asistencia: 86,703 espectadores Árbitro(s): Alan Wiley | Asistencia: 86,703 espectadores Árbitro(s): Alan Wiley |

## Estadísticas

### Goleadores
| Jugador             | Equipo                                  | Goles |
| ------------------- | --------------------------------------- | ----- |
| Sylvan Ebanks-Blake | Plymouth Argyle/Wolverhampton Wanderers | 23    |
| James Beattie       | Sheffield United                        | 22    |
| Kevin Phillips      | West Bromwich Albion                    | 22    |
| Stern John          | Southampton                             | 19    |
| Kevin Lisbie        | Colchester United                       | 17    |
| Clinton Morrison    | Crystal Palace                          | 16    |
| Fraizer Campbell    | Hull City                               | 15    |
| Ricardo Fuller      | Stoke City                              | 15    |
| Liam Lawrence       | Stoke City                              | 14    |

- Datos: Q949944